# Ugljan
Ugljan (italienisch Isola Ugliano)  ist eine kroatische Insel in der Adria unweit der Stadt Zadar auf dem Festland.

## Geographie
Ugljan liegt im Archipel vor Zadar nordwestlich der Insel Pašman. Sie wird durch den Zadar-Kanal (italienisch Canale di Zara) vom Festland getrennt. An ihrer westlichen Seite erstreckt sich der Srednij kanal (italienisch Canale di Mezzo). Die Insel hat eine Fläche von 50,04 km² (Länge 22 km, Breite bis 3,8 km) und 6182 Einwohner (Zensus 2001). Eine Brücke über die Meerenge von Ždrelac (italienisch Stretto di Ždrelac) verbindet sie mit Pašman. Die Siedlungen der Insel Ugljan befinden sich entlang des nordöstlichen Uferstreifens. Die südwestliche Küste ist nahezu unzugänglich.
Der aus kreidezeitlichen Kalksteinfelsen bestehende Inselteil ist vornehmlich mit Macchie bewachsen, während in dem auf kreidezeitlichen Dolomitgestein liegenden Bereich Anbauflächen überwiegen. Zwischen beiden Gesteinseinheiten liegt ein schmaler Streifen eozäner Kalksteine (Nummulitenkalkstein). Größere Buchten sind Muline im Nordwesten und Lamjana vela und Lamjana mala im Südosten. Die auf das Festland gerichtete Ostküste, größtenteils Dolomite, fällt flach zum Meer ab und ist in kleine Buchten gegliedert. Im Gegensatz dazu bildet die Südwestküste einen steilen Abfall zum Meer.
Ugljan ist eine der am dichtesten besiedelten Inseln Kroatiens. Die Insel hat sieben Orte: Ugljan (Ugliano, Uljan), Lukoran, Sutomišćica (Santa Eufemia), Poljana, Preko (Oltre), Kali (Kale) und Kukljica.
Der Insel Ugljan sind östlicherseits drei Inseln vorgelagert, die größere ist Ošljak (Calogera) und die zwei kleineren sind Galovac (Santa Paolo) und Mišnjak. Vor der nach Nordwesten gerichtete Spitze liegt die kleine Insel Idula (Idolo).

## Geschichte
Die Insel ist seit der jüngeren Steinzeit bewohnt und wurde im Jahr 1325 erstmals erwähnt. Zur Römerzeit war sie besonders im Nordwestteil dicht besiedelt, dort entdeckte man viele Reste antiker Bauwerke. Die heutigen Ortschaften gehen auf das Mittelalter zurück.
Im Zentrum der Insel Ugljan befindet sich die Burg Fort St. Michael (kroatisch Sveti Mihovil, italienisch S. Michele). Sie wurde Anfang des 13. Jahrhunderts von Venezianern errichtet, um eine beobachtende Kontrolle über Zadar ausüben zu können.

## Persönlichkeiten
Personen mit Beziehung zur Stadt:
- Gabriel Boric, Präsident von Chile, dessen Familie aus Ugljan stammt[4]
- Vladimiro Boric Crnosija SDB, chilenischer Ordenspriester und römisch-katholischer Bischof, auch mit Wurzeln in Ugljan